# Ерман Суарес Фламеріх
Ерман Суарес Фламеріх  (ісп. Germán Suárez Flamerich, 10 квітня 1907 — 24 червня 1990) — венесуельський юрист, політик і дипломат, глава урядової хунти у 1950–1952 роках. Прийшов до влади після убивства глави урядової військової хунти генерала Карлоса Дельгадо Чальбо.

## Біографія
Ерман Суарес Фламеріх народився 10 квітня 1907 року в Каракасі. Здобув середню освіту в ліцеї Каракаса, потім вивчав право в Центральному університеті Венесуели.

### Юрист, політик, міністр
В лютому 1928 року студент Ерман Суарес брав участь у так званому студентському тижні (ісп. Semana del Estudiante), масових виступах проти режиму Хуана Вісенте Гомеса, був заарештований поліцією та до квітня того ж року перебував у в'язниці. Однак це тюремне ув'язнення не вплинуло на політичні погляди Суареса, який продовжував виступати проти диктатури — у жовтні 1929 року його знову було заарештовано. Цього разу він провів в ув'язненні близько трьох місяців. 1931 року, попри те, що Хуан Вісенте Гомес продовжував правити Венесуелою, Ерман Суарес завершив навчання, отримавши ступінь доктора політичних і суспільних наук та ліцензію адвоката. 1936 року, після падіння диктатури Гомеса, Ерман Суарес був призначений викладачем на кафедрі цивільного права в Alma Mater, де працював упродовж року, й 1941 року вже на підставі конкурсу повернувся на цю посаду. Одночасно, з 1940 до 1943 року він був головним радником парафії Святої Терези муніципалітету Федерального округу, почесним головою Комісії з контролю над цінами (1940–1941) та основним депутатом від Федерального округу в Національному конгресі Венесуели (1941—1944).
1945 року, після падіння режиму Ісайаса Медіни Ангаріти й приходу до влади революційної хунти Ромуло Бетанкура, Суарес Фламеріх рішенням нового уряду був призначений деканом факультету права, а 1947 був переобраний на цю посаду рішенням зборів факультету.
Після перевороту в листопаді 1948 року військова урядова хунта генерала Карлоса Дельгадо Чальбо залучила його до роботи як юридичного консультанта військового уряду. У вересні 1949 року Ерман Суарес був призначений на посаду міністра закордонних справ, однак пробув на цьому посту менше п'яти місяців та в лютому наступного року отримав призначення на пост посла в Перу.

### Глава урядової хунти

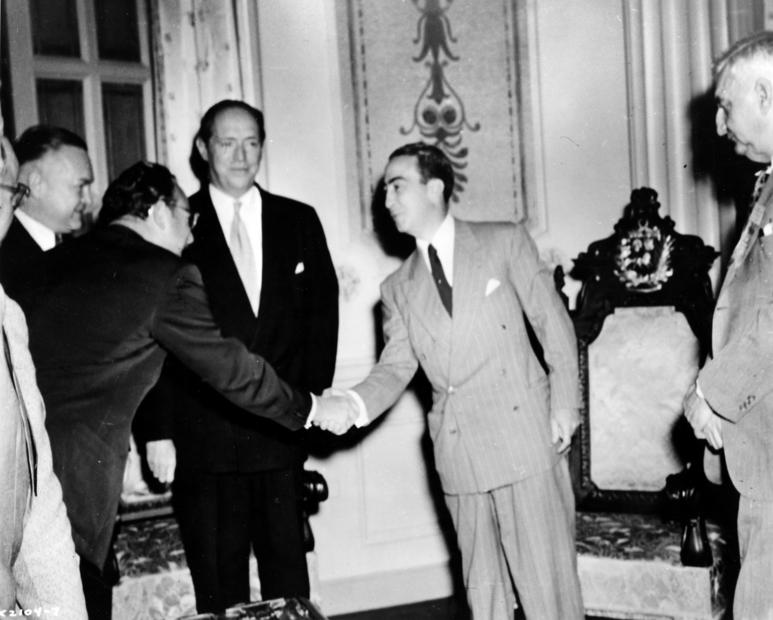
Ерман Суарес під час візиту до США 1951 року. Зустріч із членами Торгової палати Детройта

Однак у листопаді 1950 року, після викрадення та убивства глави хунти генерала Дельгадо Чальбо, Ерман Суарес Фламеріх був призначений військовиками на чолі з полковником Маркосом Пересом Хіменесом главою нової урядової хунти. Це рішення відбулось 27 листопада, після тривалих суперечок у середовищі командування армією, за два тижні після загибелі лідера військового режиму.
Політика уряду, що контролювався військовиками, полягала з одного боку в посиленні репресій проти опозиції, а з іншого — у спробах створення лояльних структур представницької влади, які б забезпечили владі легітимність. Влада влаштувала полювання на підпільних політичних лідерів, знову було відкрито концентраційний табір Гуасіно на острові в дельті річки Оріноко. й кинула до в'язниць тисячі політичних бранців — студентів, викладачів, журналістів, робітників, як комуністів, так і лібералів.
При цьому 19 квітня 1951 року урядова хунта видала декрет, що затверджував новий виборчий статут, відповідно до якого мали бути обрані Установчі збори для розробки нової конституції. Статут передбачав прямі вибори муніципальної влади, влади штатів і федеральної влади, а також прямі вибори президента республіки. На 30 листопада 1952 року було призначено вибори, на які були допущені практично всі провідні політичні партії, окрім забороненої Комуністичної партії.
Хоча партія Демократична дія Ромуло Бетанкура оголосила вибори фарсом та відмовилась від участі в них, такі впливові сили, як Соціал-християнська партія КОПЕІ та Демократичний республіканський союз, взяли в них участь. Брали участь у виборах також і підпільні комуністи, і сама хунта, яка створила для цього партію Незалежний виборчий фронт (ісп. Frente Electoral Independiente). Однак, увечері стали відомими перші підсумки голосування та з'ясувалось, що перемогу виборов Демократичний республіканський союз Ховіто Вильяальби. Уряд відмовився визнати підсумки голосування, заарештував Вільяальбу та вислав останнього з країни.

### Після відставки
2 грудня 1952 року полковник Маркос Перес Хіменес заявив, що урядова хунта подала у відставку та що він бере на себе функції тимчасового президента до тих пір, поки Національний конгрес не обере нового главу держави. Після усунення від влади Ерман Суарес виїхав до Європи. Повернувся на батьківщину 1954 року та зайнявся адвокатською практикою, не втручаючись до політичного життя.
Ерман Суарес Фламеріх помер 24 червня 1990 року в Каракасі.